# Sielsowiet Zalesie (obwód brzeski)
Sielsowiet Zalesie (s. zaleski, biał. Залескі сельсавет, Zaleski sielsawiet, ros. Залесский сельсовет, Zalesskij sielsowiet) – sielsowiet na Białorusi, w obwodzie brzeskim, w centralnej części rejonu kobryńskiego, na wschód od Kobrynia.

## Położenie
Siedzibą sielsowietu jest Zalesie. Jednostka podziału administracyjnego sąsiaduje na północy z sielsowietami Buchowicze i Ostromecz, na wschodzie z sielsowietem Horodec, na południu z sielsowietem Kisielowce, a na zachodzie z miastem Kobryń. 
Przez terytorium sielsowietu przepływają Muchawiec (dopływ Bugu) oraz jego dopływy: kanał Dniepr-Bug i rzeczka Turna. Tędy też przebiegają drogi magistralne M10 i M1 (część E30) łączące się na węźle Bystrzyca oraz fragment linii kolejowej Żabinka – Homel (najbliższa stacja kolejowa – Kobryń).

## Skład
Sielsowiet Zalesie obejmuje 9 miejscowości:
| Polska nazwa miejscowości | Nazwa białoruska                       | Nazwa rosyjska                 | Typ jednostki osadniczej |
| ------------------------- | -------------------------------------- | ------------------------------ | ------------------------ |
| Bystrzyca                 | Быстрыца (Bystryca)                    | Быстрица (Bystrica)            | wieś                     |
| Dziewiątki                | Дзявяткі (Dziawiatki)                  | Девятки (Diewiatki)            | wieś                     |
| Pawłowo                   | Паўлава (Paŭława)                      | Павлово (Pawłowo)              | wieś                     |
| Przyłuki Małe             | Прылукі Малыя (Pryłuki Małyja)         | Малые Прилуки (Małyje Pryłuki) | wieś                     |
| Raczki                    | Рачкі (Raczki)                         | Рачки (Raczki)                 | wieś                     |
| Sielec                    | Сялец (Sialec)                         | Селец (Sielec)                 | wieś                     |
| Turna                     | Турная (Turnaja)                       | Турная (Turnaja)               | wieś                     |
| Zakrośnica                | Закросьніца (Zakrośnica)               | Закросница (Zakrosnica)        | wieś                     |
| Zalesie                   | Залесьсе, Залессе (Zaleśsie, Zalessie) | Залесье (Zaleśje)              | wieś                     |

## Historia
W okresie międzywojennym miejscowości sielsowietu należały w do gminy Kobryń w powiecie kobryńskim województwa poleskiego II Rzeczypospolitej. 
Sielsowiet Zakrośnica utworzono 12 października 1940 r. po zajęciu tych terenów przez ZSRR. 16 lipca 1954 r. centrum selsowietu przeniesiono do Zalesia i zmieniono nazwę jednostki administracyjnej na obecną. W l. 1961–1962 w skład sielsowietu Zalesie przejściowo wchodziła wieś Netreba-Raczki z sielsowietu Horodec. 21 lipca 1980 wsie Przyłuki Wielkie i Kołubiele zostały włączone w skład sielsowietu Ostromecz.